# Różanecznik

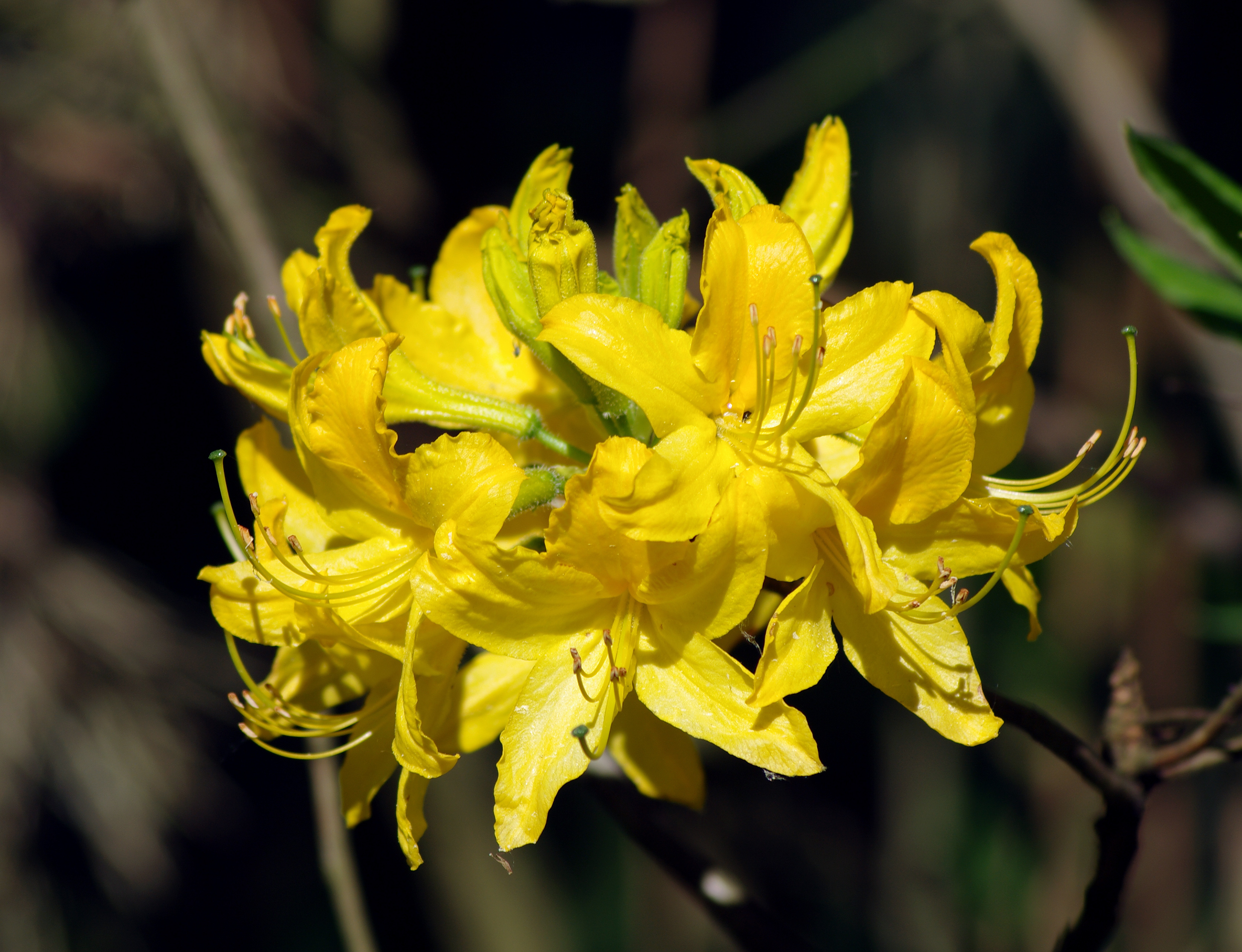
Różanecznik żółty

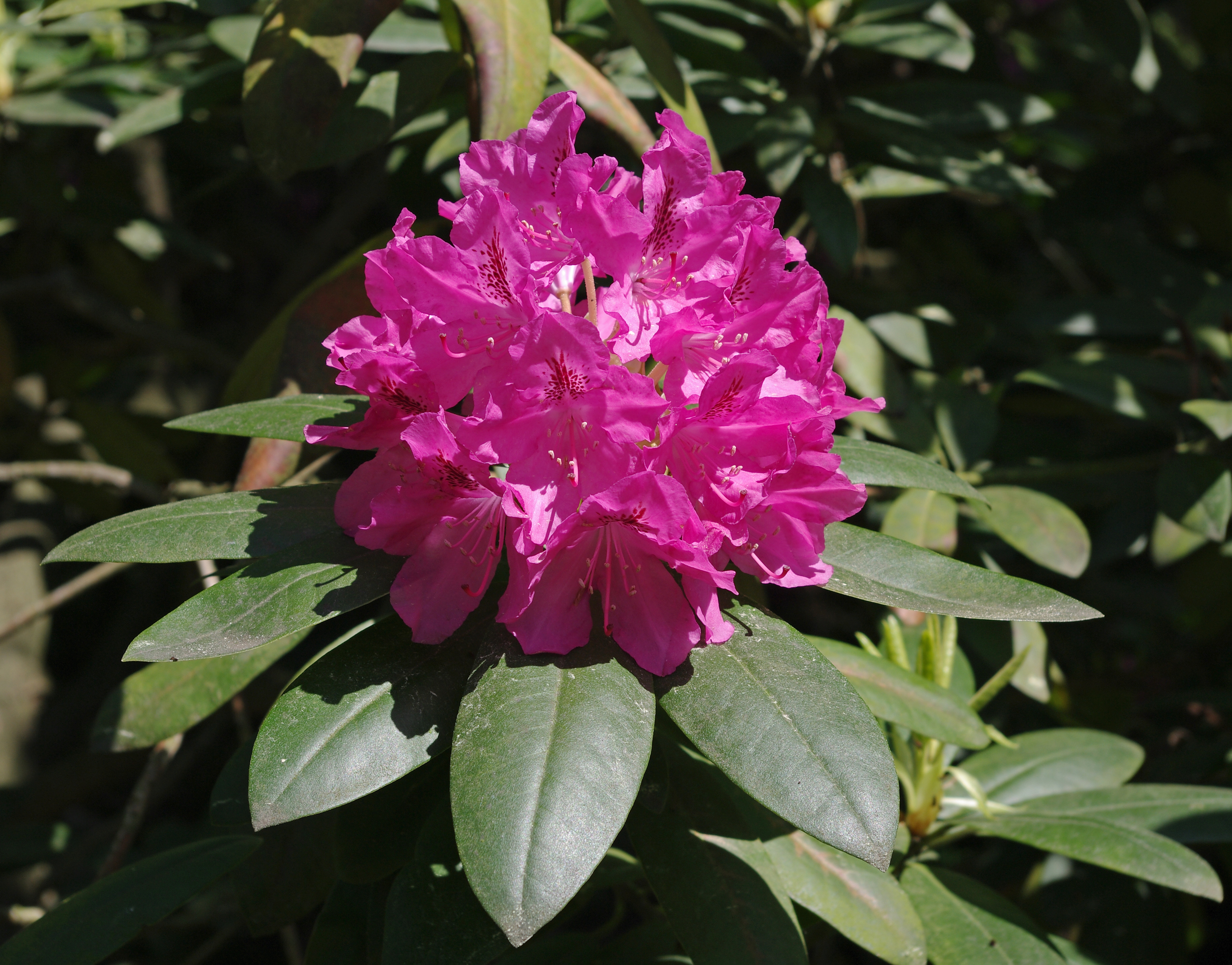
Różanecznik katawbijski

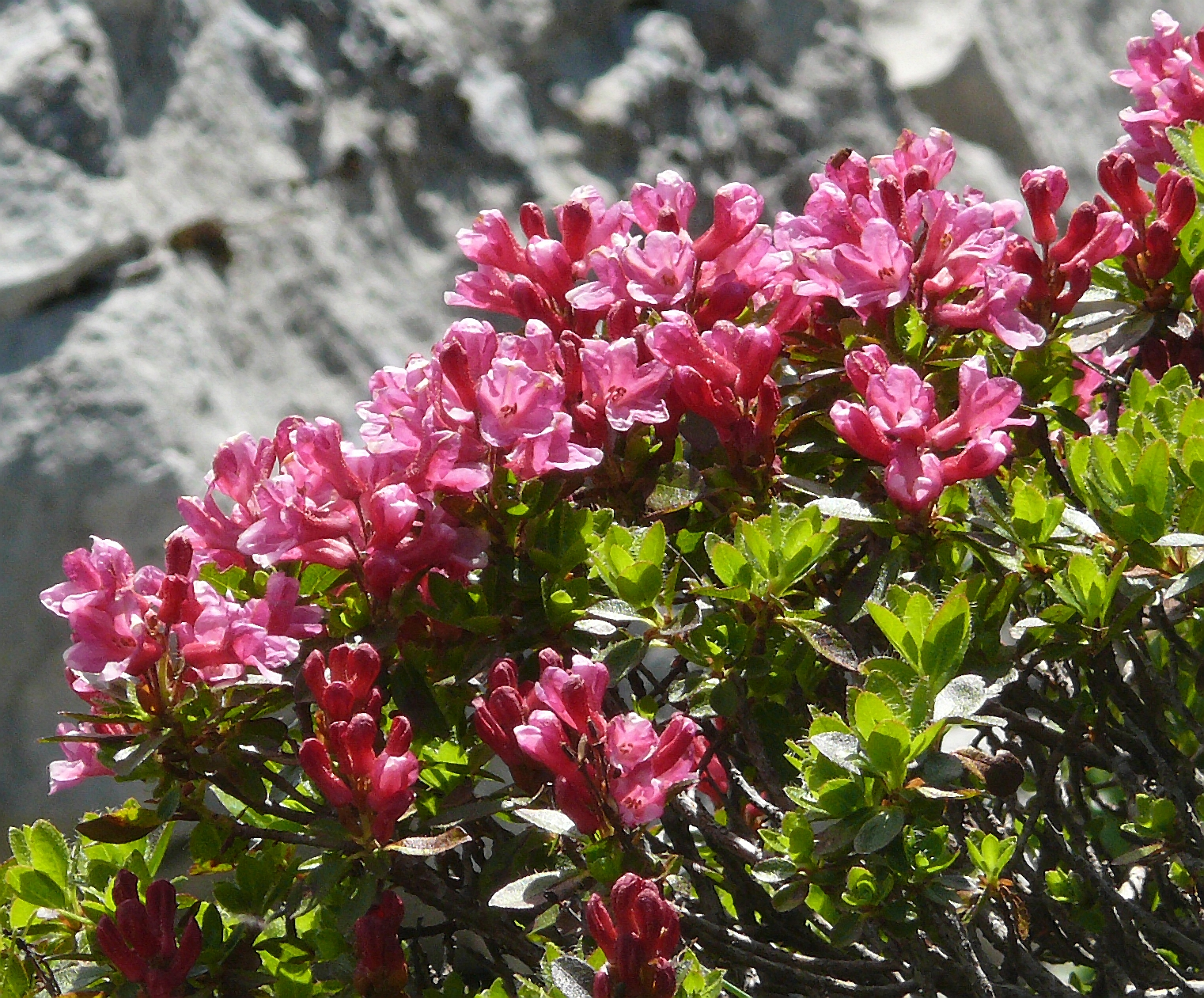
Różanecznik kosmaty

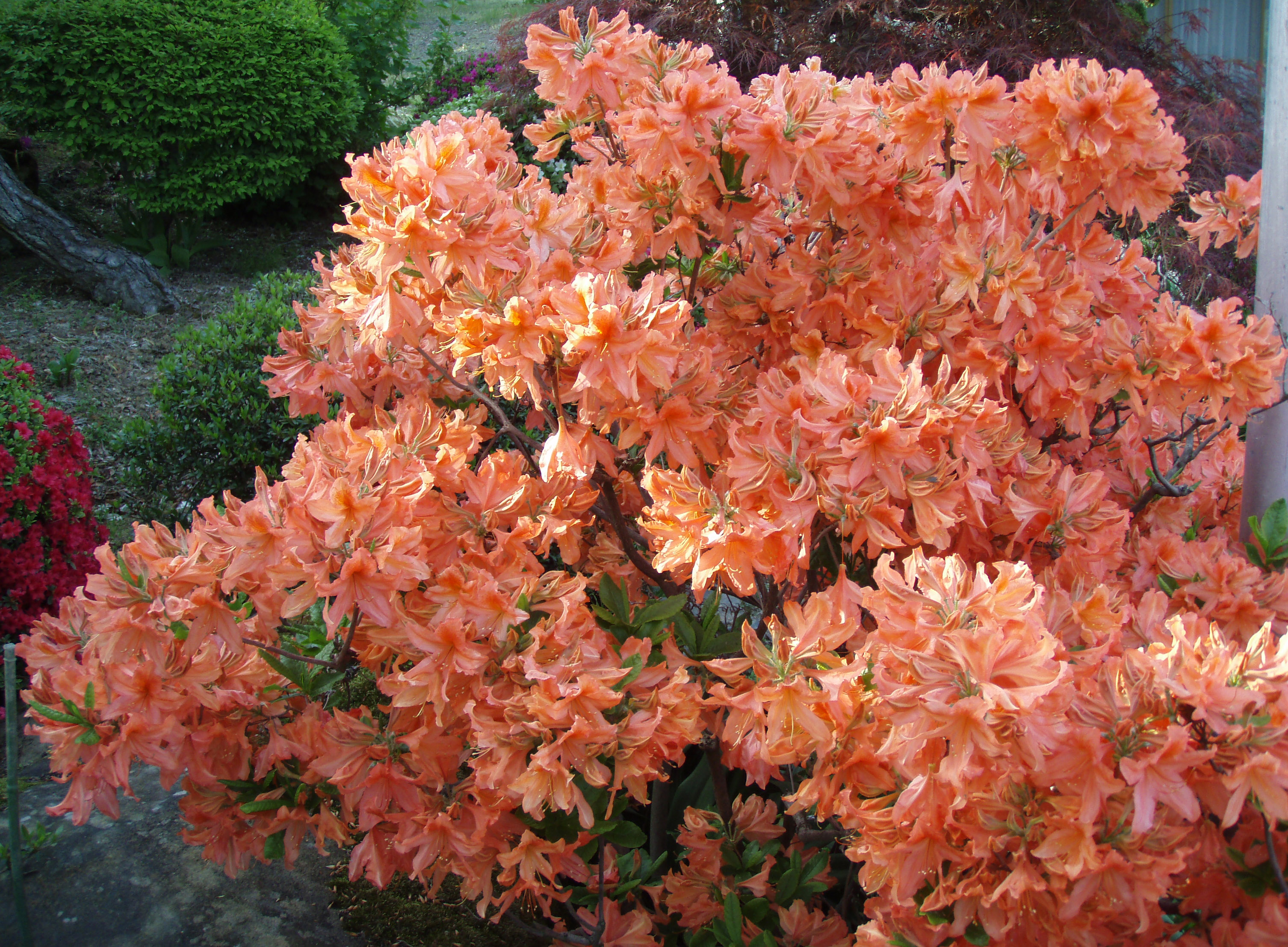
Rhododendron molle

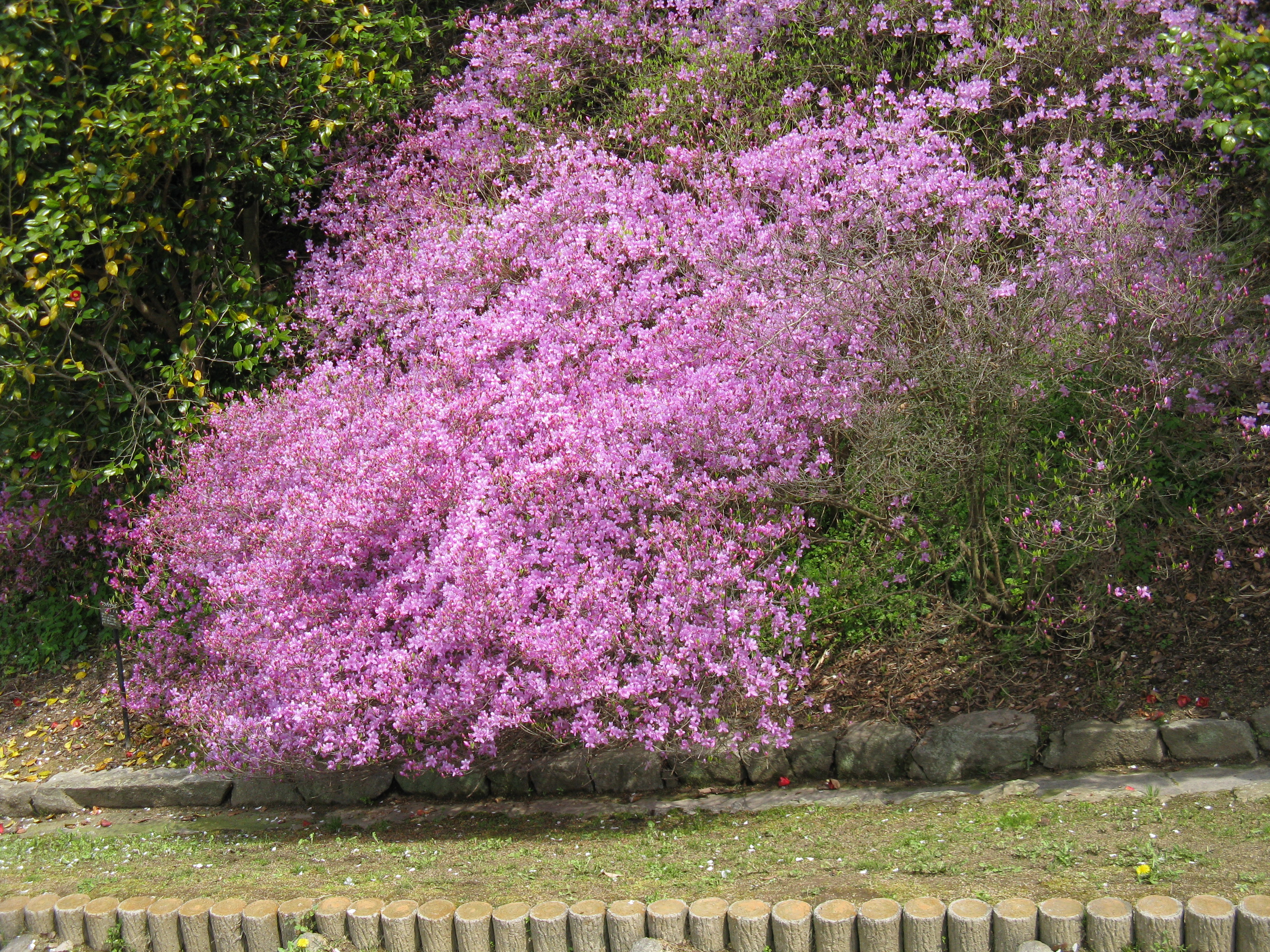
Rhododendron dilatatum

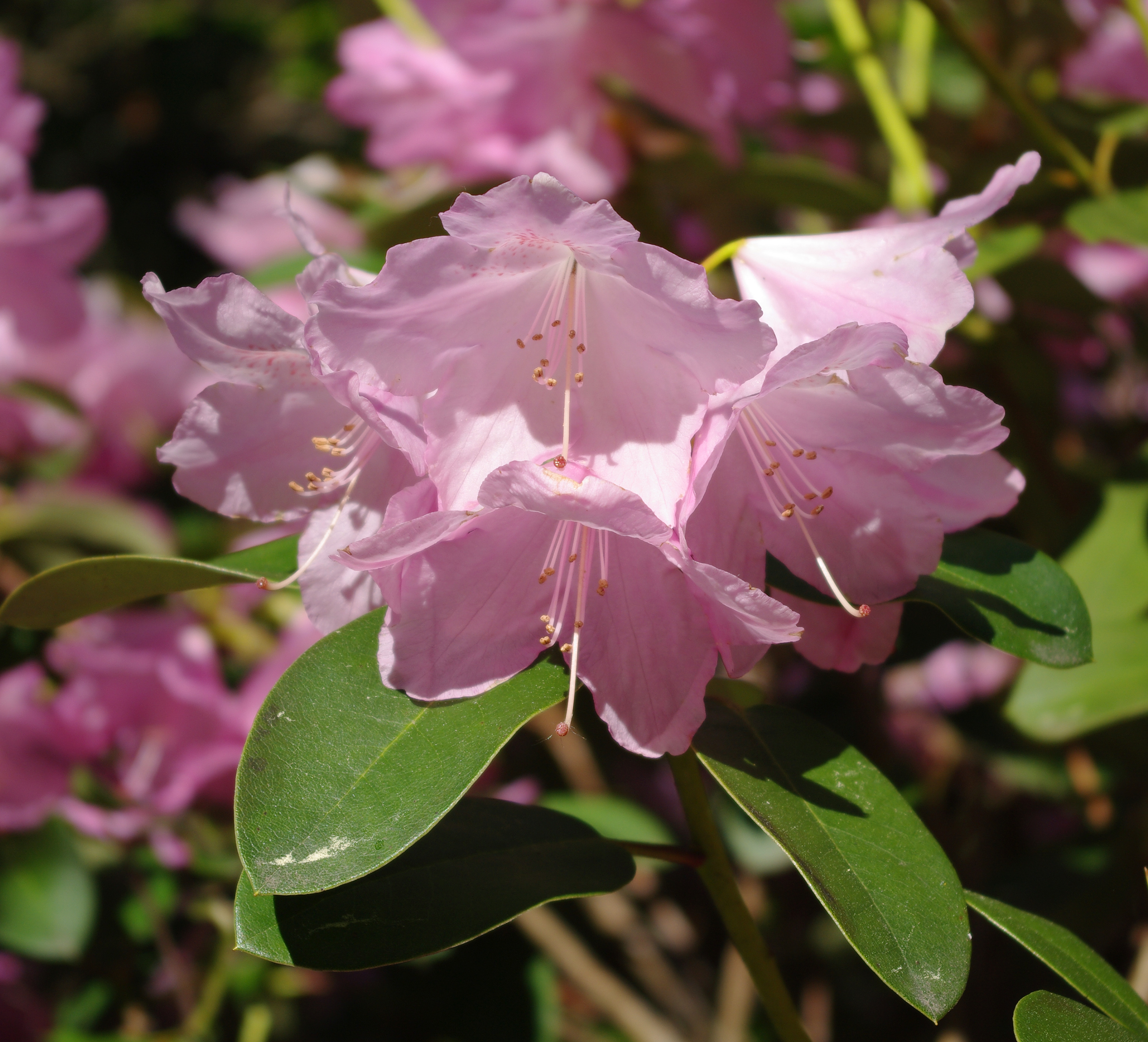
Różanecznik Williamsa

Różanecznik, azalia, rododendron (Rhododendron L.) – rodzaj roślin z rodziny wrzosowatych (Ericaceae). Obejmuje ponad tysiąc gatunków. W stanie naturalnym występują głównie w Azji, w mniejszej liczbie gatunków w obydwu Amerykach i w Europie. Rosną zwykle na obszarach górskich, na glebach próchnicznych i kwaśnych, często także na torfowiskach i na glebach oraz skałach wapiennych. Zasiedlają lasy, formacje krzewiaste i wrzosowiska. Nieliczne gatunki są epifitami. Kwiaty są u części gatunków wonne, u innych nie. Zapylane są przez owady, niektóre gatunki w Himalajach także przez ptaki. 
Różanecznik jest jednym z częściej uprawianych i bardziej zróżnicowanych rodzajów krzewów ozdobnych w strefie umiarkowanej, zwłaszcza na obszarach o dużych opadach w sezonie wegetacyjnym. W obrębie podrodzajów łatwo się krzyżują, co pozwoliło wyhodować wiele tysięcy odmian uprawnych. Te gatunki i odmiany, które mają zimozielone, skórzaste liście, nazywane są zwyczajowo rododendronami lub różanecznikami, natomiast te o miękkich, lekko owłosionych i zrzucanych na zimę lub półzimotrwałych liściach nazywa się azaliami. Te ostatnie z kolei można podzielić na gatunki o liściach w dużej mierze opadających zimą i o liściach zimozielonych. Mimo że azalie i różaneczniki zaliczane są do tego samego rodzaju Rhododendron – w praktyce ogrodniczej w dalszym ciągu używa się utartych od dawna tradycyjnych nazw.
Gatunki drzewiaste użytkowane są także jako źródło drewna.

## Rozmieszczenie geograficzne
Zasięg rodzaju obejmuje rozległe obszary w strefie umiarkowanej półkuli północnej. W Ameryce Północnej przedstawiciele rodzaju (których jest tam 25 gatunków) rosną w części północnej i środkowej kontynentu, na południu sięgając do Kalifornii, Teksasu i Florydy. Rodzaj najbardziej zróżnicowany jest tu w części wschodniej kontynentu. W Europie rodzaj reprezentowany jest przez 7 gatunków, których brak tylko w południowych krańcach kontynentu oraz nie występują naturalnie na Wyspach Brytyjskich, Islandii. W Azji przedstawiciele rodzaju występują na rozległych obszarach w jej północnej części, w rejonie Kaukazu i Azji Mniejszej, a przede wszystkim w południowo-wschodniej części kontynentu. W Chinach rośnie ok. 570–650 gatunków, z czego 409 to endemity tego kraju. Centrum zróżnicowania rodzaju stanowią Himalaje. Liczne gatunki rosną także na obszarach górskich pozostałej części Azji Południowo-Wschodniej, z kolejnym centrum zróżnicowania w górach Nowej Gwinei, gdzie 155 gatunków jest endemitami tej wyspy. Najdalej na południe różaneczniki sięgają północno-wschodniej Australii, gdzie obecne są dwa gatunki.
W Polsce występują w stanie dzikim trzy gatunki. Najbardziej rozpowszechnionym z nich jest bagno zwyczajne R. tomentosum. Na pojedynczych stanowiskach uznanych za naturalne występują różanecznik żółty R. luteum i różanecznik alpejski R. ferrugineum.

## Morfologia
PokrójKrzewy i drzewa (najwyższy R. arboreum osiąga do 50 m wysokości), czasem rozrastające się za pomocą rozłogów, z pędami prosto wzniesionymi, czasem płożącymi i wydającymi wzniesione odgałęzienia (jak u bagna zwyczajnego R. tomentosum). Pędy bywają w różnym stopniu owłosione (także z gęstym, splątanym kutnerem), pokryte podzielonymi łuskami lub nagie. Uprawiane odmiany różaneczników i azalii to krzewy o różnych rozmiarach; od bardzo małych, które uprawia się w doniczce, do ok. 4-5 metrowych krzewów. Różaneczniki mają cały czas zwarty pokrój, azalie z początku mają luźniejszy pokrój, z czasem jednak zagęszczają się. Są to rośliny długowieczne, niektórzy hodują je już kilkadziesiąt lat. U azalii już w lipcu zaczynają się na gałązkach wytwarzać pączki na nowy rok.
LiścieSkrętoległe, często skupione w końcowych odcinkach pędów. Liście są pojedyncze, ogonkowe i całobrzegie (czasem orzęsione na brzegu). U różaneczników liście są często skórzaste i zimozielone. Azalie mają liście zwykle mniejsze, cieńsze, przebarwiające się jesienią i opadające przed zimą.
KwiatyZazwyczaj zebrane w szczytowe baldachogrona lub skrócone grona, zwykle kwiatów jest od 3 do 35 w kwiatostanie (wyjątkiem z 1–2 kwiatami wyrastającymi kątowo a nie szczytowo jest R. albiflorum). Szypułki kwiatowe rozpostarte do wzniesionych. Kwiaty są obupłciowe, słabo grzbieciste do promienistych (w przypadku R. columbianum, R. groenlandicum, R. tomentosum). Działek kielicha jest zwykle 5, rzadziej nieco więcej – do 9. Zwykle są u dołu nieco zrośnięte, czasem bywają silnie zredukowane, zawsze są trwałe. Płatki korony w takiej liczbie jak działki są płasko rozpostarte do lejkowato stulonych, odpadające po przekwitnieniu. U różnych gatunków i odmian różaneczników cała gama kolorów kwiatów – od białego do fioletowego, poprzez różne odcienie żółci, pomarańczu i czerwieni. Pręcików jest 5 do 10, rzadko więcej, osadzonych u nasady płatków, o nitkach nagich lub owłosionych, nitkowatych lub równowąskich, o zróżnicowanej długości u różnych gatunków (u części schowane wewnątrz kwiatu, u innych wystające) i często różnej długości w jednym kwiecie. Pylniki bez pazurkowatych przydatków, otwierają się szczytowymi porami. Pyłek często sklejony jest we włókienkowate pasma. Zalążnia jest górna, powstaje ze zrośniętych 5 owocolistków (rzadko większej ich liczby). Szyjka słupka wyrasta z płytkiego wgłębienia na szczycie zalążni, jest prosta lub nieco wygięta, zakończona główkowatym znamieniem, czasem dyskowatym, karbowanym lub łatkowato podzielonym.
OwoceSuche, jajowate do walcowatych torebki, pękające przegrodowo, zwykle od nasady, rzadziej od góry (u R. columbianum, R. groenlandicum, R. tomentosum). Nasiona zwykle liczne, drobne, spłaszczone i oskrzydlone.

## Uprawa
- Azalie dobrze znoszą nawet silne mrozy. Różaneczniki również, ale pod warunkiem, że nie braknie im w podłożu wody. Gdy bowiem w zimie zamarznie gleba, nie mają możliwości jej pobierania. Aby nie uschły w zimie, należy jesienią dobrze nawodnić podłoże wokół nich, by nasyciły się wodą przed zimą. Azalie natomiast źle tolerują silne wiatry. Powinny rosnąć w zasłoniętym miejscu, najlepiej nasłonecznionym lub półcienistym[11].

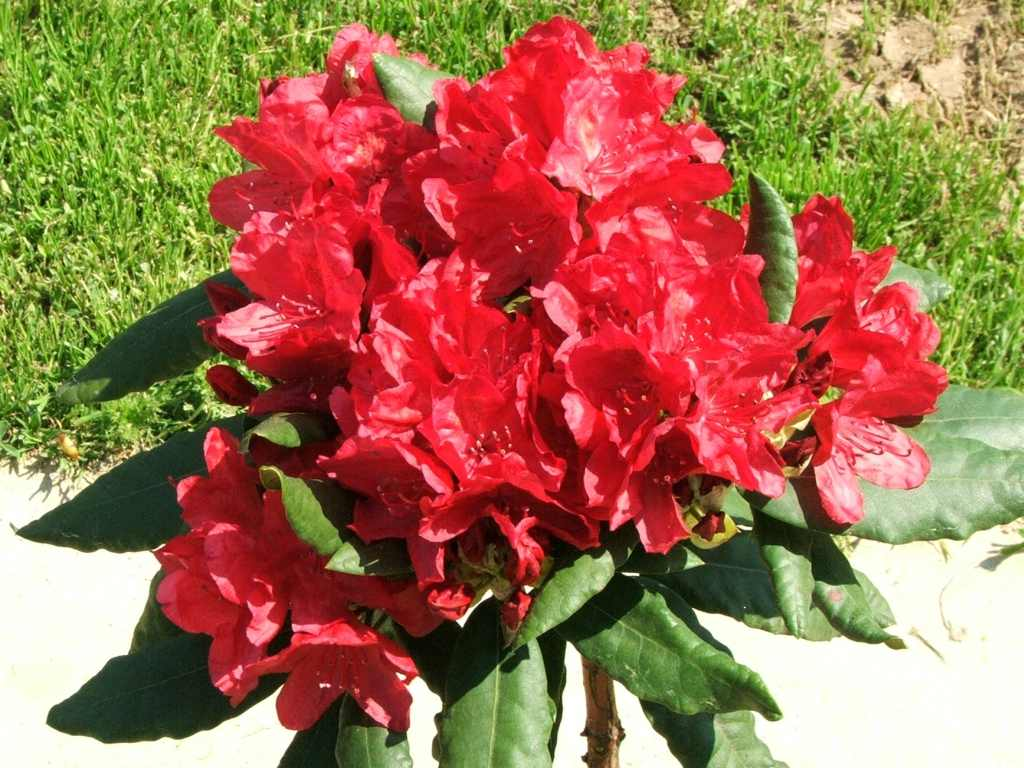
Różanecznik wielkokwiatowy „Nova Zembla”

- Sadzi się je tylko wraz z bryłą korzeniową. Wymagają ziemi próchnicznej i kwaśnej (pH 4 – 5). Ziemię taką można otrzymać poprzez dodanie do dobrej ziemi ogrodniczej kwaśnego torfu, zmielonej kory lub przegniłego igliwia. Azalie należy sadzić w miejscu słonecznym, najlepiej grupami. Doskonale prezentują się na tle iglaków. Rododendrony powinny rosnąć w miejscu zacienionym, ale w nasłonecznionym też będą rosnąć dobrze, pod warunkiem zapewnienia im stałego nawodnienia. W ogóle azalie i różaneczniki wymagają przez cały rok wilgotnego podłoża, źle tolerują suszę. W utrzymaniu wilgoci pomaga ściółkowanie korą podłoża wokół nich. W razie potrzeby trzeba je podlewać. Łatwo można przesadzać nawet duże różaneczniki (oczywiście wraz z bryłą korzeniową), gdyż mają zwartą, niedużą bryłę korzeniową.
- Należy systematycznie nawozić od maja do lipca, ale niedużymi dawkami nawozów, gdyż są wrażliwe na zasolenie gleby, lub stosować nawozy o przedłużonym działaniu. Koniecznie należy stosować nawozy kwaśne (siarczan amonu, siarczan potasu), a najlepiej specjalne mieszanki nawozów do rododendronów. Kwasowość otrzymanego podłoża nie powinna przekraczać pH 4,5 – 5.[11] Nie należy wapnować. Aby rośliny obficie kwitły na następny rok, należy po przekwitnięciu wyłamywać kwiatostany, gdyż stają się nieładne, a ponadto wyczerpują nadmiernie roślinę. Ani azalie, ani rododendrony nie wymagają żadnego cięcia. Należy tylko usuwać uschnięte liście i obumarłe pędy. W konieczności można lekko przyciąć różanecznik wówczas gdy istnieje potrzeba uregulowania kształtu (dotyczy to starych osobników)

## Choroby i szkodniki
- Plamistość liści różanecznika. Na liściach powstają duże, nieregularne brązowe plamy. Chorobę zwalcza się opryskiwaniem fungicydami.
- Fytoftoroza różanecznika – choroba spowodowana przez lęgniowce rozprzestrzeniające się w glebie i atakujące korzenie. Liście brązowieją i łódeczkowato zwijają się. Choroba rozprzestrzenia się na całą roślinę doprowadzając do jej obumarcia. Jest nieuleczalna. Porażoną roślinę należy wykopać i spalić.
- Zaraza wierzchołków pędów różanecznika spowodowana przez grzyba Phytophthora ramorum. Najpierw zaczynają brunatnieć wierzchołki pędów, potem choroba rozszerza się w dół. Powoduje opadanie liści i obumieranie rośliny. Zwalczanie polega na wycinaniu porażonych liści i pędów, a następnie opryskiwaniu całej rośliny odpowiednimi preparatami grzybobójczymi.
- Zgorzel kwiatów różanecznika wywołana przez grzyba Ovulinia azaleae. Na kwiatach pojawiają się przezroczyste i kleiste plamy, a w ich obrębie czarne punkciki (sklerocja). W przypadku pojawienia się tej choroby należy w następnym roku wiosną różaneczniki profilaktycznie opryskiwać fungicydami
- Mączniak prawdziwy azalii – na liściu powstaje biały nalot spowodowany przez grzyby. Jedną z cech charakterystycznych jest również nierozwijanie się, bądź zniekształcenie kwiatostanów. Zwalczanie polega na opryskaniu rośliny odpowiednimi fungicydami
- Zamieranie pąków różanecznika. Pąki brązowieją i zamierają. Choroba nie przenosi się na liście. Porażone pąki należy usuwać, a sekator i ranę dezynfekować
- Kibitnik azaliaczek (Catotilia azaleella) – szkodnik wygryzający liście z dolnej strony, lub powodujący ich minowanie. Zwalcza się go łatwo środkami owadobójczymi.
- Pisogłówka różanecznikowa (Graphocephala fennahi)

- Mączlik różanecznikowy – liście są lepkie i żółkną. Przyczyną jest owad, którego larwy żerując na dolnej powierzchni liścia wydzielają lepką spadź. Zwalcza się je poprzez dwukrotne opryskiwanie preparatem Talstar z dodatkiem preparatu Provado lub Applaud.

## Systematyka
Synonimy
Azalea L., Hymenanthes Blume, Rhodora L. Vireya Blume
Pozycja systematyczna według APweb (aktualizowany system APG IV z 2016)
Należy do plemienia Rhodoreae, podrodziny Ericoideae, rodziny wrzosowatych Ericaceae, która wraz z siostrzaną rodziną Cyrillaceae należą do rzędu wrzosowców, grupy astrowych (asterids) w obrębie dwuliściennych właściwych (eudicots).
Pozycja w systemie Reveala (1993-1999)
Gromada okrytonasienne (Magnoliophyta Cronquist), podgromada Magnoliophytina Frohne & U. Jensen ex Reveal, klasa Rosopsida Batsch, podklasa ukęślowe (Dilleniidae Takht. ex Reveal & Tahkt.), nadrząd Ericanae Takht., rząd wrzosowce (Ericales Dumort.), podrząd Ericineae Burnett, rodzina wrzosowate (Ericaceae Juss.), podrodzina Rhodordendroideae (Juss.) Sweet, plemię Rhododendreae (Juss.) Colla, podplemię Rhododendrinae Benth., rodzaj różanecznik (Rhododendron L.).
Wybrane gatunki
- różanecznik alpejski (Rhododendron ferrugineum L.)
- różanecznik dahurski (Rhododendron dauricum L.)
- różanecznik drzewiasty (Rhododendron arboreum Sm.)
- różanecznik gęsty, r. himalajski (Rhododendron impeditum Balf. f. & W. W. Sm.)
- różanecznik indyjski (Rhododendron indicum var simsi (L.) Sweet)
- różanecznik jakuszimański (Rhododendron degronianum var. yakushimanum (Nakai) Kitam.)
- różanecznik japoński, azalia japońska (Rhododendron japonicum (A. Gray) J.V. Suringar)
- różanecznik katawbijski (Rhododendron catawbiense Michx.)
- różanecznik kaukaski (Rhododendron caucasicum Pall.)
- różanecznik kosmaty (Rhododendron hirsutum L.)
- różanecznik krótkoowocowy (Rhododendron brachycarpum D. Don ex G. Don)
- różanecznik krzywozalążniowy (Rhododendron campylogynum Franch)
- różanecznik nagietkowy, azalia nagietkowa (Rhododendron calendulaceum (Michx.) Torr.)
- różanecznik olbrzymi (Rhododendron maximum L.)
- różanecznik ostrokończysty (Rhododendron mucronulatum Turcz.)
- różanecznik ostrolistny (Rhododendron mucronatum (Blume) G. Don)
- różanecznik Purdoma (Rhododendron purdomii Rehder & E. H. Wilson)
- różanecznik rozesłany (Rhododendron forrestii subsp. forrestii, syn. Rh. repens Balf. f. & Forrest)
- różanecznik Schlippenbacha (Rhododendron schlippenbachii Maxim.)
- różanecznik Smirnowa (Rhododendron smirnowii Trautv.)
- różanecznik Warda (Rhododendron wardii W. W. Sm.)
- różanecznik wczesny (Rhododendron × praecox hort.)
- różanecznik Williamsa (Rhododendron williamsianum Rehder & E. H. Wilson)
- różanecznik żółty, azalia pontyjska (Rhododendron luteum Sweet, syn. R. flavum G. Don)

## Odmiany uprawne
- azalie wielkokwiatowe
  - ‘Doloroso’ – kwiaty intensywnie ciemnoczerwone. Wys. 100 cm, średnica 120 cm.
  - ‘Fireball’ – intensywnie pomarańczowoczerwone kwiaty, silnie rozwarte. Wys. 100 cm. Odmiana bardzo znana
  - ‘Gibraltar’ – odmiana o pomarańczowych kwiatach.
  - ‘Golden Sunset’ – kwiaty żółte z ciemnożółtą plamką, szeroko rozwarte. Pokrój luźny, rozłożysty, wys. 150 cm.
  - ‘Homebush’ – ciemnoróżowe, półpełne kwiaty. Pokrój zwarty, wysokość do 150 cm.
  - ‘Irene Koster’ – łososiowe, pięknie pachnące kwiaty.
  - ‘Kilian’ – pełne, sztywne kwiaty, jasnoróżowe. Młode liście brązowozielone, wys. 130 cm.
  - ‘Parkfeuer’ – kwiaty czerwone, wewnątrz pomarańczowe i lekko pachnące. Rośnie bardzo szybko (200 cm wys. po 10 latach). Odmiana bardzo rozpowszechniona.
  - ‘Persil’ – kwiaty białe z żółtą plamką. Pokrój luźny, wys. 150 cm.

- azalie karłowate – niskie krzewy, kwitnące bardzo obficie. Niestety bardziej wrażliwe na mróz od innych odmian
  - ‘Diamant Rosa’ – drobne, jasnoróżowe i bardzo liczne kwiaty. Wewnątrz czerwone. Wys. 30Cm, średnica 70 cm
  - ‘Kermesina’ – rubinoworóżowe kwiaty z czerwonym odcieniem. Wys. 80 cm, szerokość 100 cm.
  - ‘Satchiko’ – kwiaty jaskrawopomarańczowe. Wys. 70 cm, zwarty pokrój.
  - ‘Melina’ – kwiaty purpuroworóżowe, w środku czerwone. Zwarty pokrój, odmiana często uprawiana.

- różaneczniki wielkokwiatowe

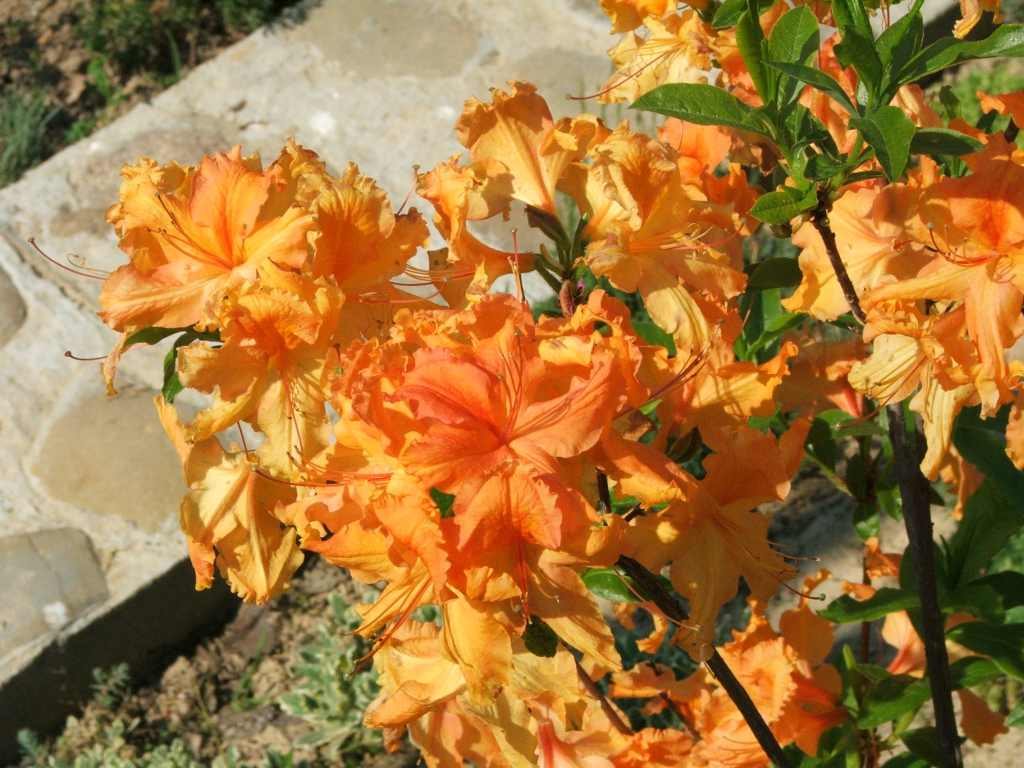
Azalia wielkokwiatowa

  - ‘America’ – kwiaty rubinowoczerwone. Szybkorosnąca odmiana – wys. 400 cm.
  - ‘Calsap’ – białe kwiaty z liliowym odcieniem, w środku duża rubinowa plamka. Wys. 130 cm
  - ‘Catawbiense Boursault’ – ciemnoróżowe kwiaty, wzrost silny, osiągają wys. 200 cm.
  - ‘Cuningham’s White’ – białe kwiaty
  - ‘Daniela’ – kwiaty łososioworóżowe, białe w środku. Krzew gęsty
  - ‘Dominik’ – różowe kwiaty z ciemnym oczkiem
  - ‘Duke of York’ – karminoworóżowe kwiaty z brązowymi plamkami, lekko pachnące. Wys. 250 cm.
  - ‘Erato’ – karminowe kwiaty
  - ‘Eskimo’ – czystobiałe kwiaty
  - ‘Flautando’ – łososiowe kwiaty
  - ‘Francesca’ – czerwone kwiaty. Wzrost do 200 cm.
  - ‘Germania’ – duże liście, ciemnoróżowe kwiaty, wrażliwy na mróz
  - ‘Goldcrone’ odmiana żółtokwitnąca
  - ‘Haaga’ – odmiana fińskiej hodowli, wysoka wytrzymałość na mróz, kwiaty różowe
  - ‘Hachmann’s Charmant’ – różowe kwiaty z białym środkiem.
  - ‘Helsinki University’ – najbardziej wytrzymały z rododendronów, odporność do -39 stopni Celsjusza, kwiaty różowe
  - ‘Libretto’ – fioletowe kwiaty
  - ‘Mars’ – kwiaty ciemnoczerwone
  - ‘Nova Zembla’ – kwiaty rubinowoczerwone z ciemniejszą plamką na górnym płatku, wys. 250 cm
  - ‘Peter Alan’ – fioletowe kwiaty z ciemnym oczkiem
  - ‘Polarnacht’ – Dość popularna odmiana, kwiaty fioletowe
  - ‘Purple Splendour’ – najciemniejszy z rododendronów, ciemnofioletowe kwiaty
  - ‘Torero’ – kwiatostany czerwone

- różaneczniki jakuszimańskie
  - ‘Daniela’ – często spotykana odmiana o czerwonoróżowych kwiatach i dość silnym wzroście.
  - ‘Edelweiss’ – niska odmiana osiągająca do 80cm wysokości.
  - ‘Fantastica’ – kwiaty łososioworóżowe, białe w środku, rąbek korony ciemnoczerwony. Krzew gęsty, wys. 90 cm.
  - ‘Ken Janeck’ – pokrój rozłożysty, 70 cm wysokości. Odmiana zmieniająca kolor kwiatostanów.
  - ‘Koichiro Wada’ – wykazuje cechy najbardziej zbliżone do gatunku rodzicielskiego.
  - ‘Lumina’ – kwiaty rubinoworóżowe. Pokrój zwarty, szeroki. Wys. 90 cm, szerokość 150 cm.
  - ‘Nicoletta’ – kwiaty jasnoróżowe z czerwonobordową plamką na górnym płatku. Wys. 50 cm.
  - ‘Percy Wiseman’ – odmiana dwubarwna zmieniając kolor w różnym stadium kwitnienia.

- różaneczniki drobnokwiatowe
  - ‘Blue Tit’ – jest mieszańcem dwóch gatunków różaneczników. Gęsty krzew do 1, 2 m wysokości. Kwiaty jasnoniebieskie.
  - ‘Mezitt’ – nieduże, ciemnoróżowe kwiaty. Kwitnie bardzo obficie. Osiąga wysokość do 1 m średnicę 1,2 m.
  - ‘Shamrock’ – nieduże żółte kwiaty